# 타치라주

타치라 주의 위치

타치라주(스페인어: Estado Táchira)는 베네수엘라 남서부에 위치한 주로 주도는 산크리스토발이며 면적은 11,800km2, 인구는 1,177,300명(2007년 기준)이다. 1899년에 신설되었으며 29개 지방 자치체를 관할한다. 북쪽으로는 술리아 주, 동쪽으로는 메리다 주, 남동쪽으로는 바리나스 주, 남쪽으로는 아푸레 주와 접하며 서쪽으로는 콜롬비아와 국경을 접한다.

## 같이 보기
- 베네수엘라의 주